# 池上彰
池上彰（日语：／ Ikegami Akira */?，1950年8月9日—）是日本的一位媒體人及學者。池上彰出生在長野縣松本市，畢業於慶應義塾大学經濟學院。畢業後，池上彰成為日本放送協會（NHK）的記者。他曾是周刊兒童新聞等新聞節目的主持人，因其簡單易懂的風格而得到觀眾支持，主持的節目常有高收視率。2005年3月，他在退休前辭去在NHK的工作改為自由職，並於2008年開始在其他電視台的主持節目。池上彰著作等身，撰寫了大量新聞解說的書籍，是日本最著名的記者之一。

## 生平
- 1950年8月9日 - 出生於長野県松本市。
- 1973年3月 - 慶應義塾大学經濟學系卒業。
- 1973年4月 - 入職日本放送協會（NHK）成為記者。
- 2005年3月 - 自願提早從NHK退休，並改以自由職的特約記者繼續於新聞界活躍。
- 2008年 - 在朝日電視台新聞節目《学べる!!ニュースショー!》中首次擔任時事評論員。池上以此為契機開始在多家電視台出演，並獲得大衆關注。
- 2011年 - 因出演及採訪邀請目不暇給導致工作繁重，在3月停止擔任一切電視及電台節目嘉賓。[3]但因其後發生東日本大震災，池上仍不定期參與特別節目出演。
- 2012年2月 - 就任東京工業大学博雅教育中心專任教授。
- 2014年4月 - 就任愛知学院大学經濟學系特任教授[4]、日本大学文理学部客席教授[5]。
- 2015年4月 - 名城大学特別講師就任。
- 2016年3月 - 屆齡自東京工業大学退休。[6]
- 2016年4月 - 獲東京工業大学博雅教育研究教育院邀請改任特命教授，同時出任名城大学教授、立教大学全球化教育中心客席教授。[6]